# Frontière entre l'Indiana et le Michigan

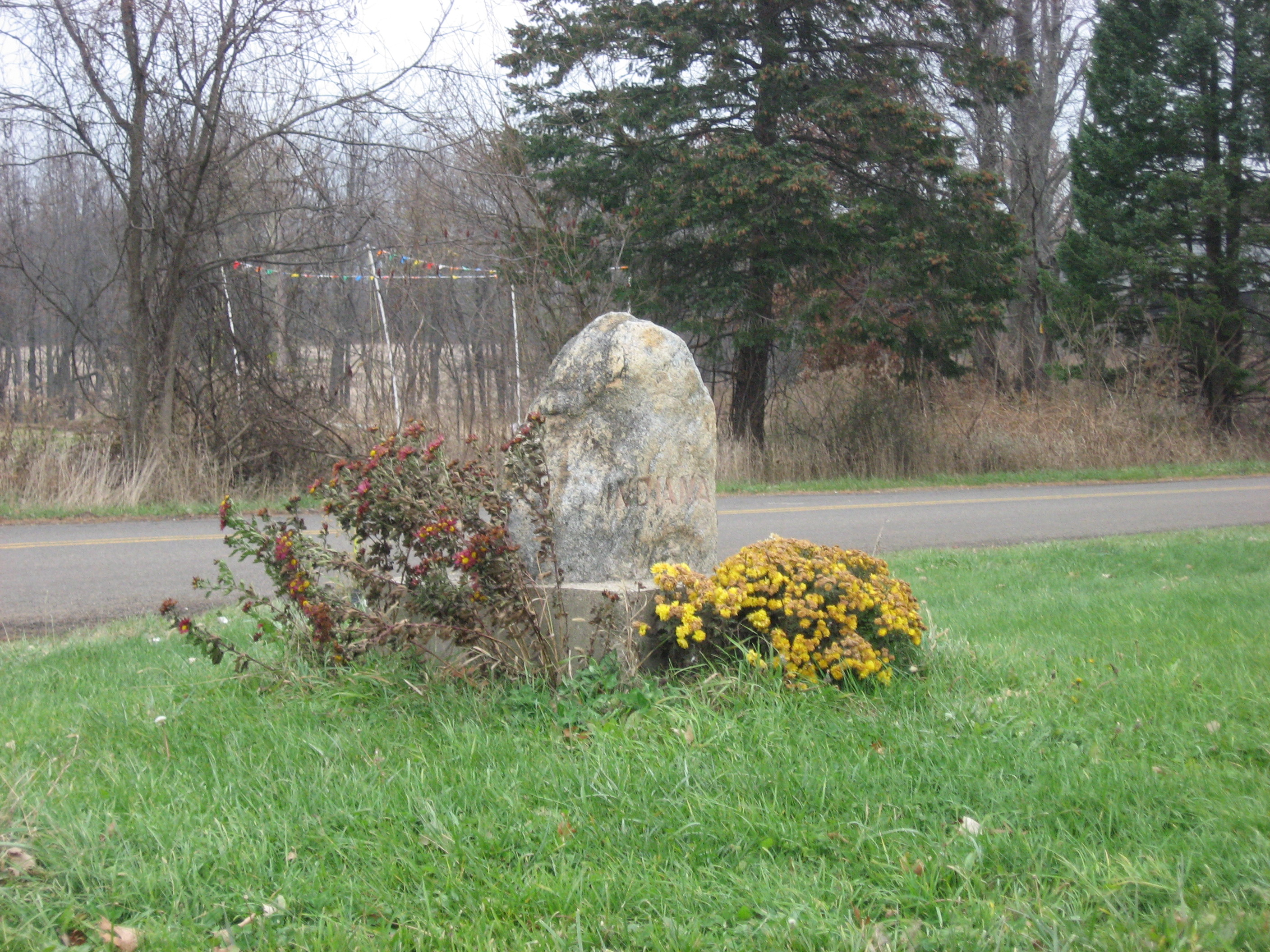
Borne marquant la frontière, près de South Bend.

La frontière entre l'Indiana et le Michigan est une frontière intérieure des États-Unis délimitant les territoires de l'Indiana au sud et le Michigan au nord.
Son tracé rectiligne suit le parallèle 41° 45′ 29″ latitude nord depuis le lac Michigan au nord de Michigan City, jusqu'à son intersection avec le méridien 84° 48′ 23″ longitude ouest, au nord-ouest de Clear Lake, puis oblique perpendiculairement vers le sud pour rejoindre la frontière entre l'Ohio et l'Indiana.